# Mareau-aux-Bois

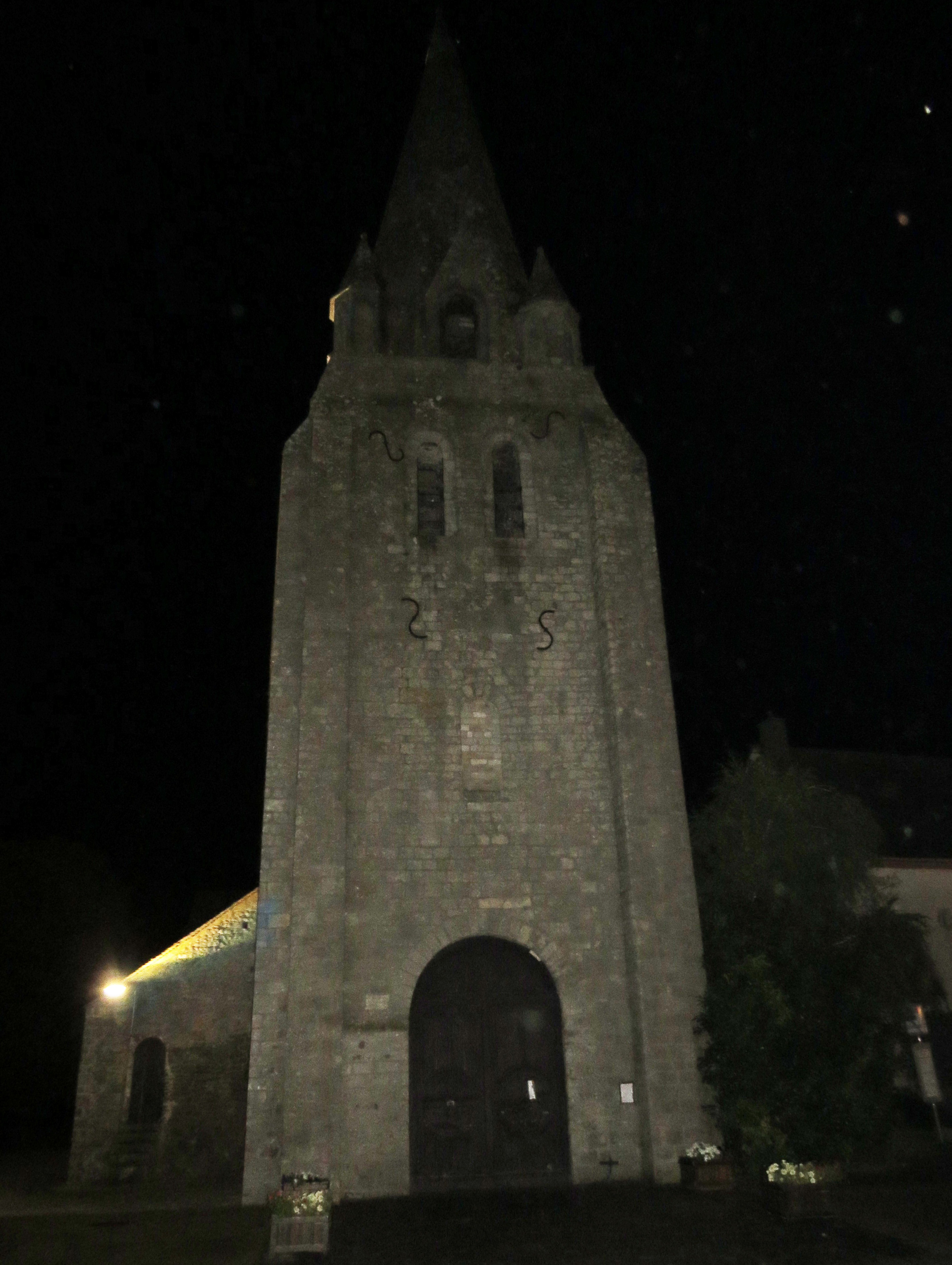
Kirche von Mareau-aux-Bois, nachts

Mareau-aux-Bois ist eine französische Gemeinde mit 565 Einwohnern (Stand 1. Januar 2022) im Département Loiret in der Region Centre-Val de Loire. Sie gehört zum Kanton Le Malesherbois und zum Arrondissement Pithiviers.
Die Gemeinde Mareau-aux-Bois liegt an der oberen Essonne, 32 Kilometer nordöstlich von Orléans. Nachbargemeinden sind Attray im Nordwesten, Escrennes im Norden, Laas im Nordosten, Vrigny im Osten, Courcy-aux-Loges im Südosten, Chilleurs-aux-Bois im Süden und Santeau im Westen.

## Bevölkerungsentwicklung
| Jahr      | 1962 | 1968 | 1975 | 1982 | 1990 | 1999 | 2007 | 2018 |
| --------- | ---- | ---- | ---- | ---- | ---- | ---- | ---- | ---- |
| Einwohner | 349  | 325  | 323  | 377  | 434  | 468  | 567  | 562  |

## Sehenswürdigkeiten
- Kirche Saint-Georges, seit 1928 als Monument historique ausgewiesen